# Sitio de Tolón (1793)

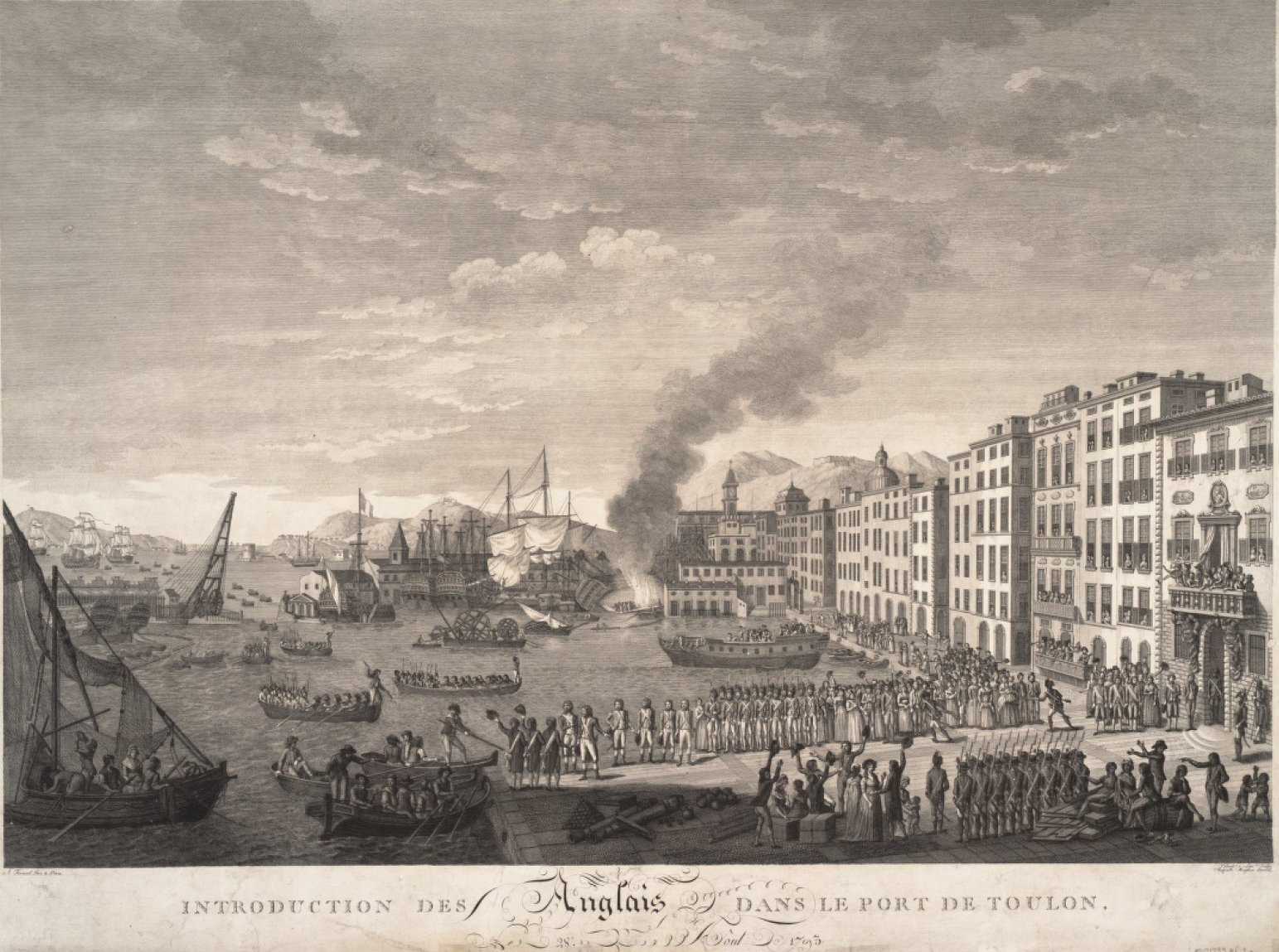
La flota anglo-española entrando en Tolón, 1793.

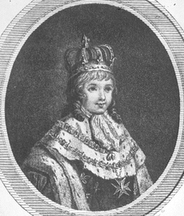
Litografía ficticia de Luis XVII, que fue proclamado rey de Francia durante el transcurso de la batalla.

El llamado sitio de Tolón (en francés Toulon), en Francia (1793), fue un enfrentamiento militar entre realistas franceses, partidarios de Luis XVII de Francia, y las fuerzas republicanas y revolucionarias de la Convención durante las Guerras revolucionarias francesas.
Tras la ejecución de Luis XVI se produjeron rebeliones en el sur de Francia, que era mayoritariamente realista. Los realistas franceses combatían a favor de Luis XVII, que se encontraba encarcelado en la prisión del Temple de París. Los realistas franceses expulsaron a los revolucionarios y estos pusieron sitio a la ciudad. Los tolonenses pidieron ayuda a los enemigos de la República francesa. Entonces Gran Bretaña, España, Nápoles y Piamonte-Cerdeña enviaron sus respectivas flotas a Tolón con la finalidad de derrotar a la Convención y restaurar la monarquía en Francia.
Los españoles e ingleses, mandados por Federico Gravina y sir Samuel Hood, respectivamente, defendieron la plaza contra las fuerzas republicanas, pero tuvieron que ceder ante el empuje del ejército enemigo desde el momento en que fue comandado por Napoleón Bonaparte quien, gracias a sus tácticas nuevas y su superioridad numérica, logró vencer la resistencia de los aliados, a tal punto que el general británico Charles O'Hara tuvo que rendirse ante Napoleón, el inglés ya había capitulado años atrás ante George Washington al final del Sitio de Yorktown, última batalla de la Guerra de Independencia de Estados Unidos. Por su talento en esta acción, la Convención otorgó a Napoleón el grado de general de brigada.
Con los revolucionarios llegando al puerto, los toloneses destruyeron la flota anclada en el puerto con el propósito de que así los revolucionarios no pudieran usar la flota del Mediterráneo, los aliados evacuaron en total desorden y caos no solo a sus tropas supervivientes sino también a refugiados tolonenses comprometidos con los Realistas, al zarpar los últimos barcos también se unían lanchas y pequeños barcos con más refugiados desesperados que después veían mientras se adentraban en el Mediterráneo a las tropas Republicanas disparando por la espalda a los rezagados, si bien Bonaparte no ordenó esta represión ni la ocurrida tras la captura de la ciudad al haber quedado herido en combate siendo ordenada por su superior, Paul Barras. Con el sitio de Tolón terminaron las rebeliones realistas en el sur de Francia, como la batalla de Brécourt o el sitio de Lyon.